# Time Is Ticking Out
Time is Ticking Out è il secondo singolo estratto dal quinto album dei Cranberries Wake Up and Smell the Coffee del 2001. Musica e testo del brano sono stati scritti da Dolores O'Riordan, cantante del gruppo e Noel Hogan.

## Antefatti
Il brano musicale di Time Is Ticking Out è stato ispirato dall'attività svolta dall'attivista Ali Hewson con Chernobyl Children International e, per tale motivo, i proventi del singolo sono stati donati a tale associazione.

## Pubblicazioni
Sono state pubblicate diverse versioni del brano, sia fisicamente che digitalmente. Una versione lunga è stata resa disponibile sul singolo commerciale a 4 tracce, mentre una versione di 3 minuti e 59 secondi è stata inserita in alcuni CD promozionali e nell'edizione speciale del tour asiatico di Wake Up and Smell the Coffee. Un mix strumentale è stato pubblicato anche su vinile. Infine, una versione leggermente diversa di 4 minuti e 55 secondi di origine sconosciuta è stata pubblicata in digitale su Internet.

## Video musicale
Il videoclip si ispira al Mago di Oz e mostra Dolores O'Riordan che cammina su una strada di mattoni gialli, e canta in mezzo a campi di girasoli con la band. Lungo il cammino incontra personaggi che seguono il testo della canzone stessa.

## Tracce
CD Maxi Single
1. Time Is Ticking Out – 2:59
2. Time Is Ticking Out (Marius de Vries Remix) – 5:12
3. Shattered (Live at Vicar Street, Dublin – November 11, 2000) – 3:38
4. Analyse (enhanced video)

CD Single
1. Time Is Ticking Out – 2:59
2. Loud and Clear (Live at Vicar Street, Dublin – November 11, 2000) – 2:25

Promo CD
1. Time Is Ticking Out (album version) – 2:59
2. Time Is Ticking Out (Marius de Vries Remix edit) – 3:59

Promo vinyl
1. Time Is Ticking Out (Marius de Vries Remix)
2. Time Is Ticking Out (Marius de Vries Instrumental)

## Classifiche
| Classifica (2002) | Massima posizione |
| ----------------- | ----------------- |
| Italia            | 38                |